# Julio César Anderson
Julio César Anderson Quiroga (Tiquisate; 27 de noviembre de 1947-Nueva York; 7 de agosto de 2021) fue un futbolista guatemalteco que jugó de delantero y disputó con Guatemala los Juegos Olímpicos de Montreal 1976.
Es el tercer máximo anotador de la Liga Nacional de Fútbol de Guatemala con 220 goles y del CSD Municipal con 169.

## Trayectoria
Inició jugando futbol a muy temprana edad, desde los 12 años, al actuar en las ligas de edad libre.
Actuó para el Inta de Nueva Concepción, de la cual empezaron a llegarle las ofertas para jugar a nivel profesional. De esa forma, en 1967 llegó a formar parte del CSD Suchitepéquez, que adquirió de sus servicios por solo Q76.
En el equipo mazateco descolló se distinguió por su olfato goleador y, como se presumía, los equipos grandes buscaron agenciarse sus servicios, lo que logró el C.S.D. Municipal el 1 de abril de 1969, cuando el licenciado Carlos Carrera emprendió viaje hasta Mazatenango y lo contrató tras pago inmediato de Q3000, con lo que pasó a ser propiedad del cuadro rojo.
En Municipal, se unió a muchas figuras entre las que sobresalían Alberto López Oliva, Hugo Montoya, Marco Fión, Armando Melgar, Rolando Valdéz, Benjamín Monterroso y José Emilio Mitrovich. A esas figuras se les unieron varias más en los años subsiguientes, hasta integrar el gran equipo que en 1974 paseó sus rieles en todo el circuito de Norte, Centroamérica y el Caribe, que bajo el mando de Rubén Amorín conquistó el título de Copa de Campeones de la Concacaf y protagonizó partidos memorables ante Independiente de Argentina por la Copa Interamericana, donde por cierto, falló el segundo penalti de la tanda.
Jugó 12 años para Municipal, en el que fue su máximo goleador en los torneos de 1974, 1975 y 1976. Logró así ocupar en el segundo lugar en la tabla de goleadores del Municipal, con 169 goles oficialmente reportados.
En 1977, actuó para el Atlético Potosino de México gracias a la recomendación del chileno-argentino Luis Grill Prieto, pero, aunque la prensa tuvo palabras de encomio para sus actuaciones, retornó a Municipal debido al racismo del que fue objeto por parte de los jugadores mexicanos. Se retiró del fútbol activo en 1985.

## Selección nacional
Fue convocado por primera vez a la Selección Nacional de Guatemala en 1969, participando en el IV Campeonato de Naciones de la Concacaf.
En 1972 y 1973, apareció en cinco partidos durante la clasificación para la Copa Mundial de 1974. El 30 de junio de 1976 marcó el único gol de una victoria por 1-0 en un encuentro amistoso contra Costa Rica, saliendo de la banca.
Luego formó parte del equipo nacional en el Torneo Olímpico de 1976, jugando en el partido contra la Francia de Michel Platini que Guatemala perdió 1-4.
Jugó en ocho duelos y marcó un gol durante la campaña de clasificación para la Copa Mundial de 1978, el tanto fue al minuto 88' en el Estadio Revolución contra Panamá en la victoria de 4-2.

### Participaciones en Juegos Olímpicos
| Torneo                   | Sede     | Resultado     |
| ------------------------ | -------- | ------------- |
| Juegos Olímpicos de 1976 | Montreal | Primera ronda |

## Clubes
| Club                       | País      | Año       |
| -------------------------- | --------- | --------- |
| Suchitepéquez              | Guatemala | 1967-1969 |
| Municipal                  | Guatemala | 1969-1978 |
| Atlético Potosino (cesión) | México    | 1977      |
| Aurora                     | Guatemala | 1978-1980 |
| Cobán Imperial             | Guatemala | 1980      |
| Antigua Guatemala          | Guatemala | 1981-1982 |
| Municipal                  | Guatemala | 1983-1984 |
| Xelajú Mario Camposeco     | Guatemala | 1985      |

## Palmarés

### Títulos nacionales
| Título                    | Equipo    | País      | Año     |
| ------------------------- | --------- | --------- | ------- |
| Copa Nacional             | Municipal | Guatemala | 1969    |
| Liga Nacional             | Municipal | Guatemala | 1969-70 |
| Liga Nacional             | Municipal | Guatemala | 1973    |
| Liga Nacional             | Municipal | Guatemala | 1974    |
| Liga Nacional             | Municipal | Guatemala | 1976    |
| Copa Campeón de Campeones | Municipal | Guatemala | 1977    |
| Liga Nacional             | Aurora    | Guatemala | 1978    |

### Títulos internacionales
| Título                           | Equipo    | País      | Año  |
| -------------------------------- | --------- | --------- | ---- |
| Copa Fraternidad Centroamericana | Municipal | Guatemala | 1974 |
| Copa de Campeones de la Concacaf | Municipal | Guatemala | 1974 |
| Copa Fraternidad Centroamericana | Municipal | Guatemala | 1977 |
| Copa Fraternidad Centroamericana | Aurora    | Honduras  | 1979 |

### Distinciones individuales
| Distinción                                       | Año  |
| ------------------------------------------------ | ---- |
| Máximo goleador de la Liga Nacional de Guatemala | 1974 |
| Máximo goleador de la Liga Nacional de Guatemala | 1975 |
| Máximo goleador de la Liga Nacional de Guatemala | 1976 |